# گمینا شراکوویتسه
گمینا شراکوویتسه (به لهستانی:  Gmina Sierakowice) یک گمینا در لهستان است که در شهرستان کارتوزه واقع شده‌است. گمینا شراکوویتسه ۱۸۲٫۳۶ کیلومتر مربع مساحت و ۱۶٬۵۷۰ نفر جمعیت دارد.